# داده‌های حسی

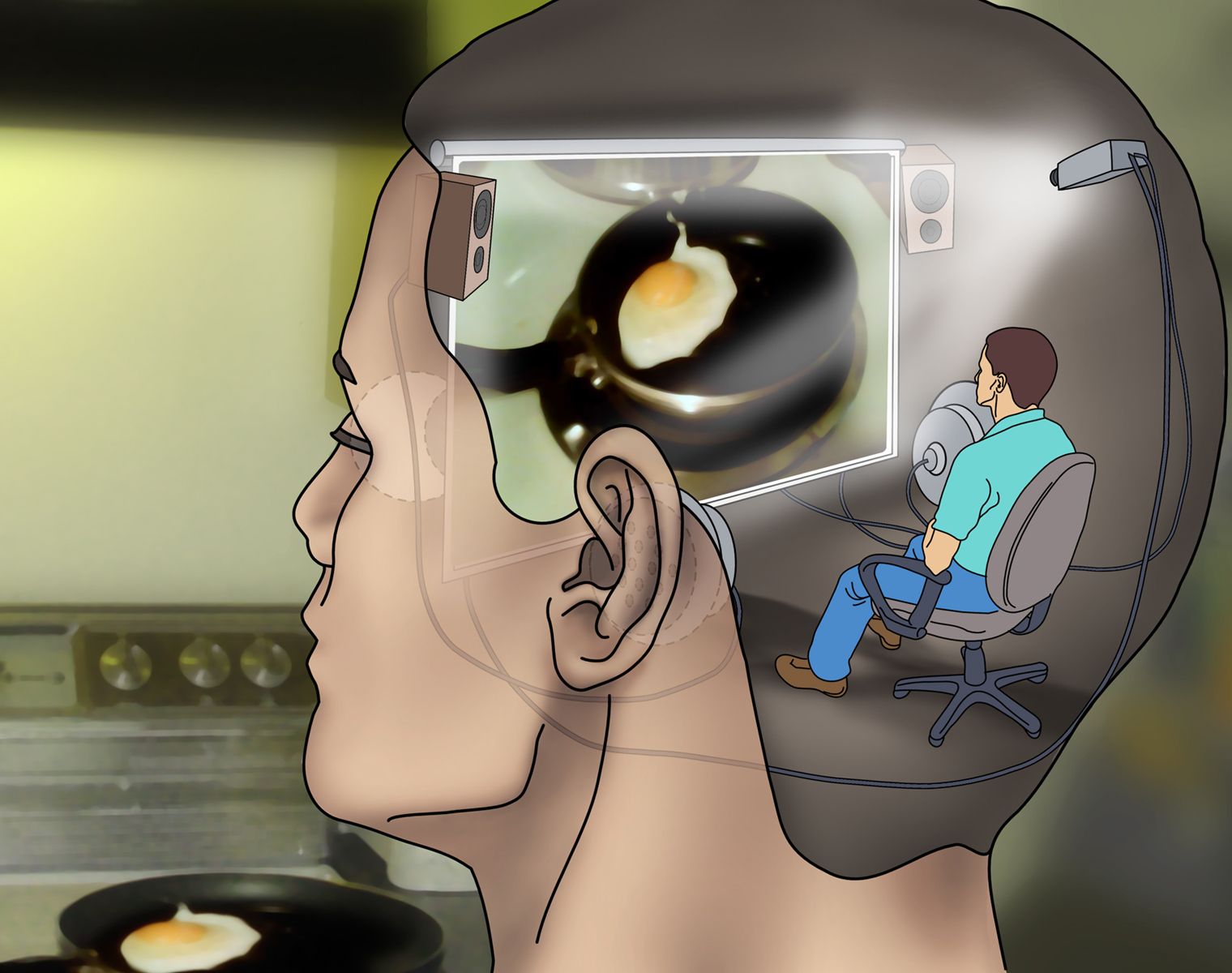
حواس پنجگانه

داده‌های حسی (به انگلیسی: Sense data) یا برداشت‌های حسی، به تصاویر، تجربه‌ها و اطلاعات مستقیمی گفته می‌شود که انسان یا جانور دیگر به وسیلهٔ حس‌های پنج‌گانه خود دریافت می‌کند. موضوع داده‌های حسی سده‌هاست که در فلسفه ذهن، فلسفه مشاهده و فلسفه علم از مفاهیم مهم به‌شمار می‌رود.
هیوم در آثار خود داده‌های حسی را تأثرات (Impressions) می‌نامد، برکلی آن را تصور (Idea)، جان آستین آن را حس‌آورده‌ها (Sensibilia) و لوئیس و دیگران آن را کیفیات ذهنی می‌نامند.